# Leuceria daucifolia
Leuceria daucifolia là một loài thực vật có hoa trong họ Cúc. Loài này được Crisci mô tả khoa học đầu tiên năm 1976.